# Landican
Landican – osada w Anglii, w hrabstwie ceremonialnym Merseyside, w dystrykcie metropolitalnym Wirral. Leży 8 km na południowy zachód od centrum Liverpool i 288 km na północny zachód od Londynu. W 2001 miejscowość liczyła 20 mieszkańców.